# Kyryliwka
Kyryliwka (ukr. Кирилівка) – osiedle typu miejskiego na Ukrainie w rejonie jakymiwskim obwodu zaporoskiego.

## Historia
Status osiedla typu miejskiego posiada od 1968.
W 1989 liczyła 1633 mieszkańców.
W 2013 liczyła 3455 mieszkańców.

## Galeria

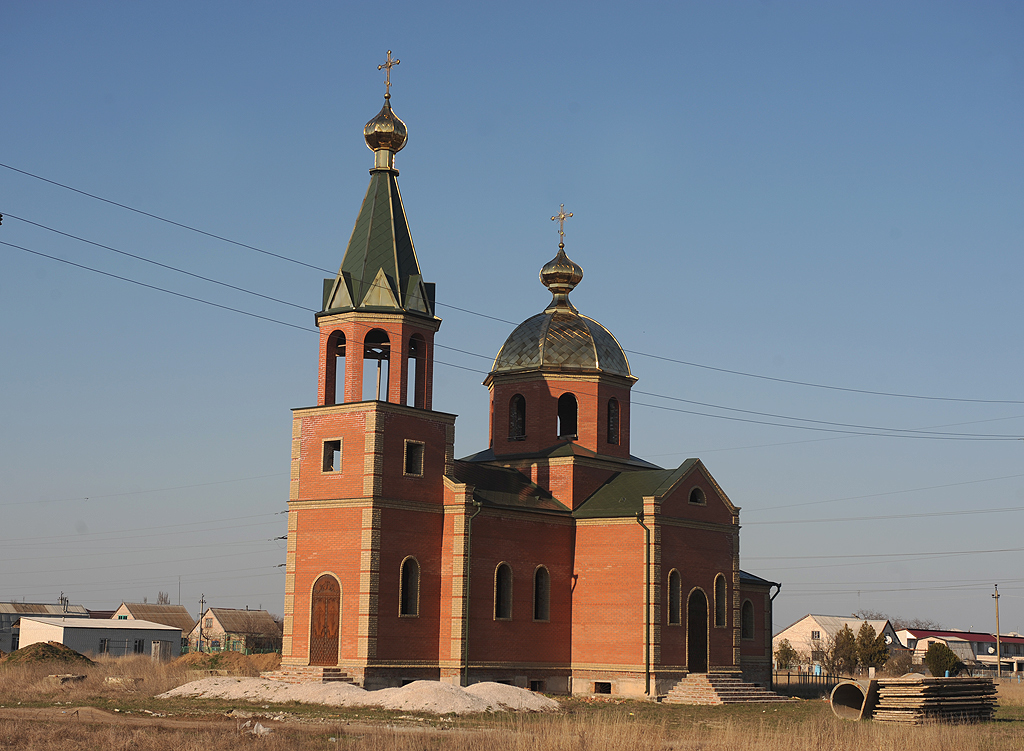
Cerkiew
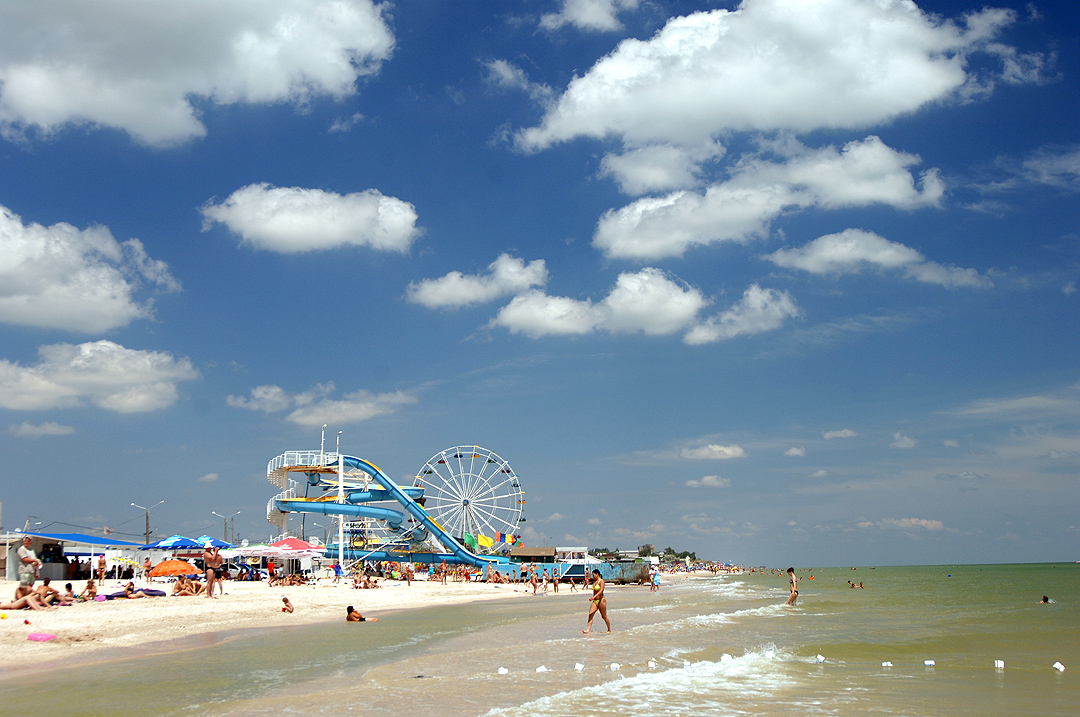
Plaża
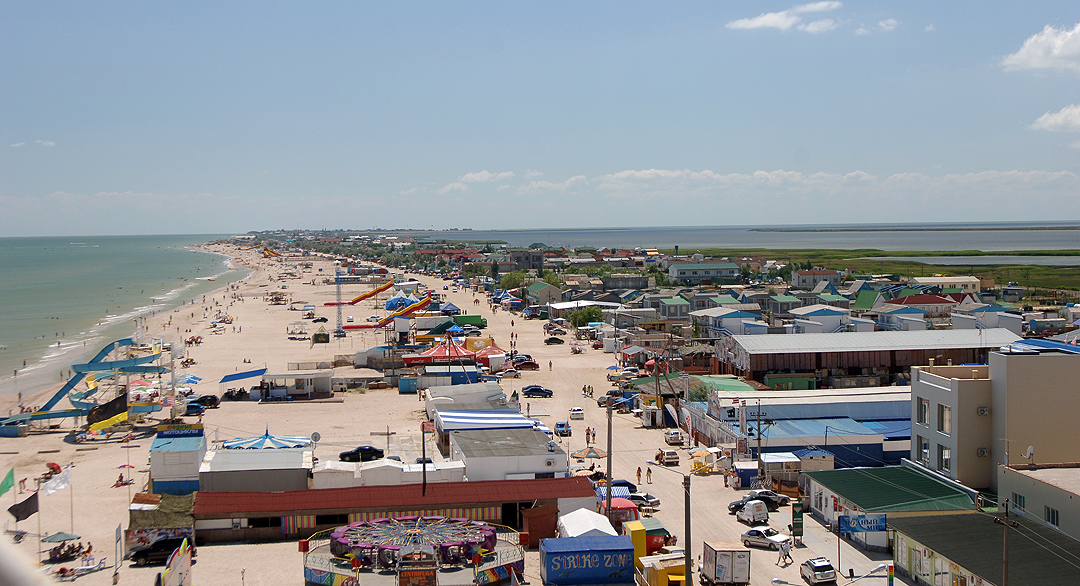
Plaża
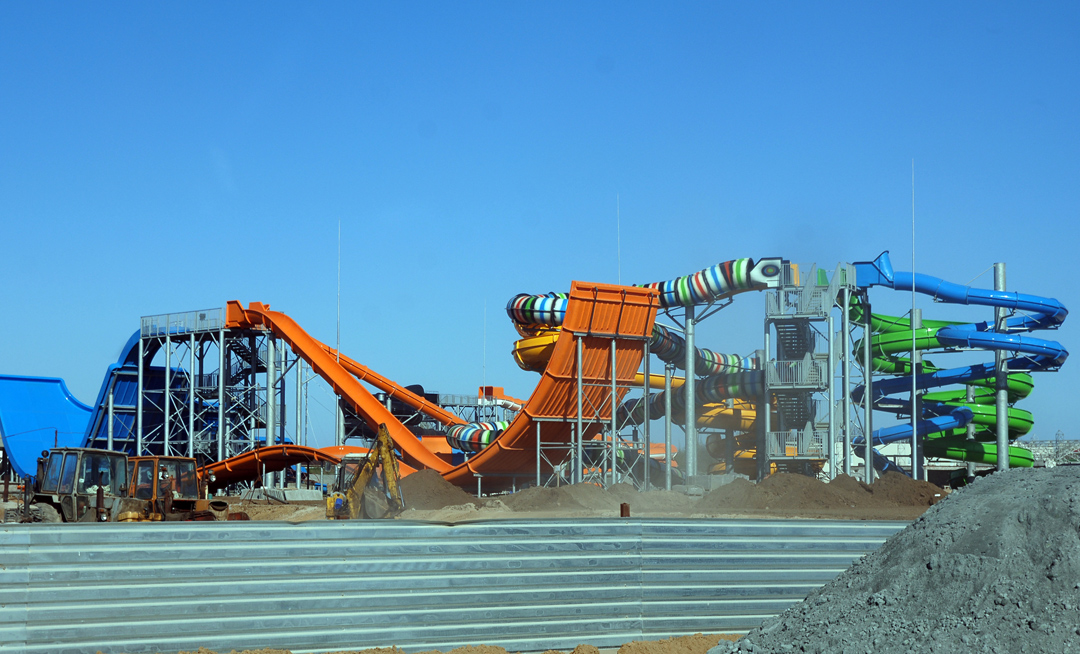
Park wodny
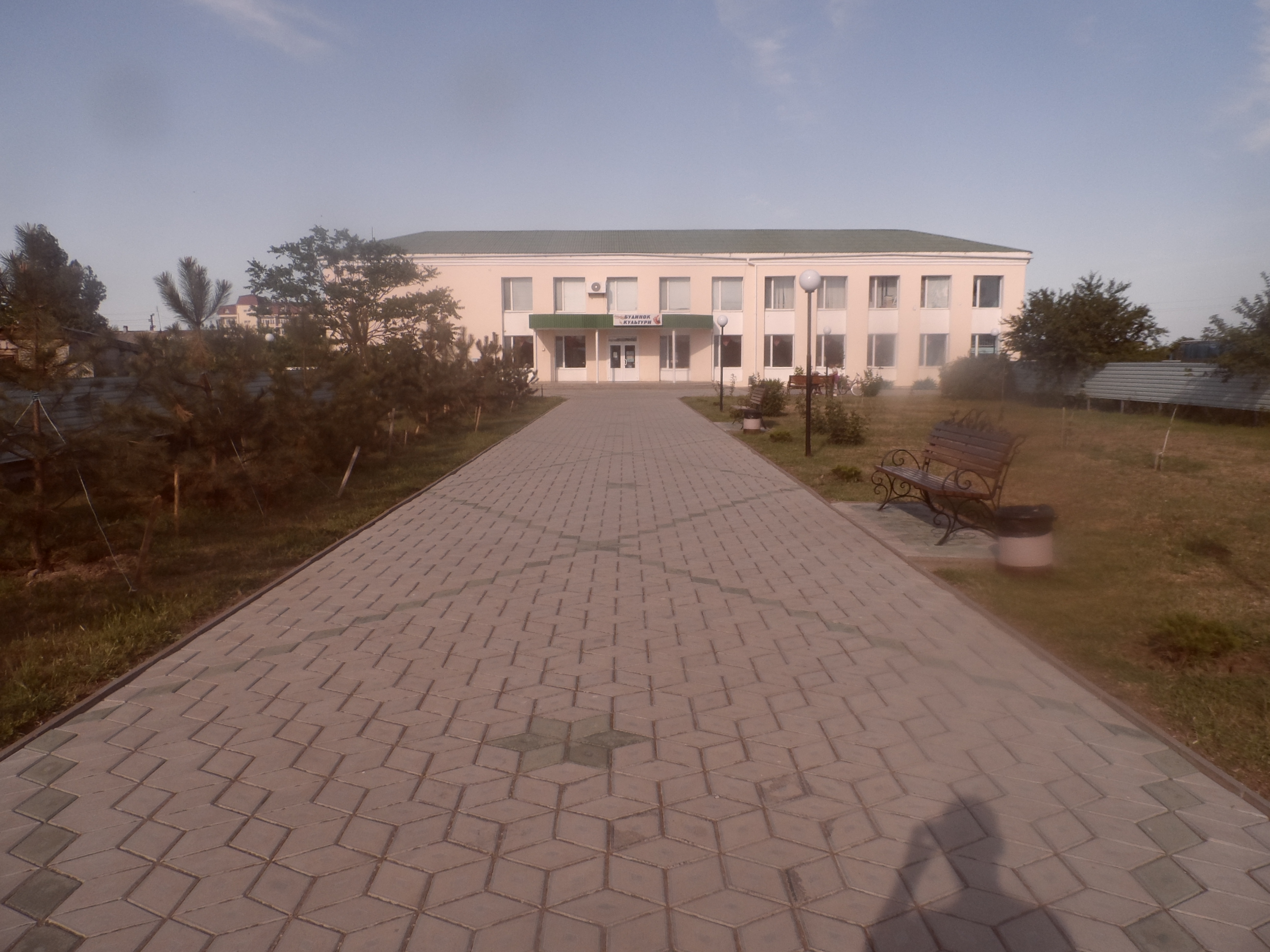
Dom kultury